# Blues Music Award
Die Blues Music Awards sind die höchste Auszeichnung der Blues Foundation, einer Organisation zur Förderung des Blues und seines Erbes. Sie werden seit 1980 jährlich in Memphis für besondere Verdienste um den Blues vergeben. Von vielen werden die Awards als die höchste Auszeichnung angesehen, die ein Bluesmusiker in den USA erhalten kann.
Von 1995 bis 2005 hießen die Auszeichnungen offiziell W. C. Handy Blues Awards, nach W. C. Handy, dem „Vater des Blues“. Seit 2006 ist die offizielle Bezeichnung Blues Music Awards. In den Jahren davor firmierten die Preise unter National Blues Music Awards (1980 und 1982), Blues Awards (1981), Annual Blues Awards (1983–1987, 1989–1990), Annual Blues Music Awards (1988) sowie Annual Blues Awards – The Handys (1991) und Annual Blues Music Awards – The Handys (1992–1994). Als Kurzform findet von daher auch der Begriff Handy für einen Blues Music Award Verwendung.
Ähnlich wie die Grammys werden die Handys in verschiedenen Kategorien vergeben, etwa „Blues Album of the Year“, „Blues Entertainer of the Year“, „Blues Song of the Year“ und so weiter. Aus jeweils fünf Nominierten wird der Preisträger jeder Kategorie ermittelt.
Die Preisträger werden von einem Gremium nominiert, das sich aus Vertretern verschiedener Berufsgruppen zusammensetzt, die mit Blues in Verbindung stehen. Sie werden von den Mitgliedern der Blues Foundation ausgewählt, wobei auch die regionale Verteilung berücksichtigt wird. Der Großteil kommt aus den USA, doch gibt es auch Nominatoren aus Kanada, Europa und Zentralamerika. Die endgültige Abstimmung erfolgt durch die Mitglieder der Blues Foundation.
Die Nominierten und Gewinner der Blues Music Awards ab 1980 können auf den Seiten der Blues Foundation eingesehen werden.

## Preisträger 2009
| Kategorie                                              | Gewinner |
| ------------------------------------------------------ | --- |
| Acoustic Blues Album                                   | Eden Brent – Mississippi Number One                                                                                              |
| Acoustic Blues Artist                                  | Eden Brent |
| Album of the Year                                      | Buddy Guy – Skin Deep |
| B.B. King Entertainer                                  | Janiva Magness |
| Band of the Year                                       | Lil’ Ed and The Blues Imperials                                                                                                  |
| Best New Artist Debut                                  | Cedric Burnside & Lightnin’ Malcolm – 2 Man Wrecking Crew                                                                        |
| Contemporary Blues Album                               | Buddy Guy – Skin Deep |
| Contemporary Blues Female Artist                       | Janiva Magness |
| Contemporary Blues Male Artist                         | Buddy Guy |
| DVD                                                    | Broke & Hungry Records, Cathead Blues & Mudpuppy Recordings – M for Mississippi: A Road Trip through the Birthplace of the Blues |
| Historical Blues Album                                 | Eagle Records – Albert Collins Live At Montreux 1992                                                                             |
| Blues Instrumentalist – Bass                           | Mookie Brill |
| Instrumentalist – Drums                                | Willie „Big Eyes“ Smith |
| Blues Instrumentalist – Guitar                         | Sonny Landreth |
| Blues Instrumentalist – Harmonica                      | Billy Gibson |
| Blues Instrumentalist – Horns                          | Deanna Bogart |
| Blues Instrumentalist – Other                          | Otis Taylor – Banjo |
| Instrumentalist – Piano (Pinetop Perkins Piano Player) | Marcia Ball |
| Blues Rock Album                                       | Jeff Healey – Mess of Blues |
| Song of the Year                                       | Kenny Neal – Let Life Flow |
| Soul Blues Album                                       | Irma Thomas – Simply Grand |
| Soul Blues Female Artist                               | Etta James |
| Soul Blues Male Artist                                 | Bobby Rush |
| Traditional Blues Album                                | B.B. King – One Kind Favor |
| Traditional Blues Female Artist                        | Koko Taylor |
| Traditional Blues Male Artist                          | B. B. King |

## Preisträger 2010
| Kategorie                                              | Gewinner                                                                                           |
| ------------------------------------------------------ | -------------------------------------------------------------------------------------------------- |
| Acoustic Blues Album                                   | David Maxwell & Louisiana Red – You Got to Move                                                    |
| Acoustic Blues Artist                                  | Louisiana Red                                                                                      |
| Album of the Year                                      | Joe Louis Walker – Between a Rock and the Blues                                                    |
| B.B. King Entertainer                                  | Tommy Castro                                                                                       |
| Band of the Year                                       | Tommy Castro Band                                                                                  |
| Best New Artist Debut                                  | Monkey Junk – Tiger in Your Tank                                                                   |
| Contemporary Blues Album                               | Tommy Castro – Hard Believer                                                                       |
| Contemporary Blues Female Artist                       | Ruthie Foster                                                                                      |
| Contemporary Blues Male Artist                         | Tommy Castro                                                                                       |
| DVD                                                    | Delmark Records – It Ain’t Over! Delmark Celebrates 55 Years of Blues, Live at Buddy Guy’s Legends |
| Historical Blues Album                                 | Chess – Authorized Bootleg (Muddy Waters)                                                          |
| Blues Instrumentalist – Bass                           | Bob Stroger                                                                                        |
| Blues Instrumentalist – Drums                          | Cedric Burnside                                                                                    |
| Blues Instrumentalist – Guitar                         | Derek Trucks                                                                                       |
| Blues Instrumentalist – Harmonica                      | Jason Ricci                                                                                        |
| Blues Instrumentalist – Horns                          | Deanna Bogart                                                                                      |
| Blues Instrumentalist – Other                          | Buckwheat Zydeco – Akkordeon                                                                       |
| Instrumentalist – Piano (Pinetop Perkins Piano Player) | Eden Brent                                                                                         |
| Blues Rock Album                                       | Derek Trucks Band – Already Free                                                                   |
| Song of the Year                                       | Cyril Neville & Mike Zito – Pearl River                                                            |
| Soul Blues Album                                       | Johnny Rawls – Ace of Spades                                                                       |
| Soul Blues Female Artist                               | Irma Thomas                                                                                        |
| Soul Blues Male Artist                                 | Curtis Salgado                                                                                     |
| Traditional Blues Album                                | Super Chikan – Chikadelic                                                                          |
| Traditional Blues Female Artist                        | Debbie Davies                                                                                      |
| Traditional Blues Male Artist                          | Duke Robillard                                                                                     |

## Preisträger 2011
Die Blues Music Awards wurden am 5. Mai 2011 bei einer Gala im Cook Convention Center in Memphis, Tennessee vergeben.
| Kategorie                                              | Gewinner |
| ------------------------------------------------------ | --- |
| Acoustic Album of the Year                             | The Nighthawks – Last Train to Bluesville                                                                                |
| Acoustic Artist of the Year                            | John Hammond |
| Album of the Year                                      | Buddy Guy – Living Proof                                                                                                 |
| B.B King Entertainer                                   | Buddy Guy |
| Band of the Year                                       | The Derek Trucks Band |
| Best New Artist Debut                                  | Matt Hill – On the Floor                                                                                                 |
| Contemporary Blues Album                               | Buddy Guy – Living Proof                                                                                                 |
| Contemporary Blues Female Artist                       | Robin Rogers |
| Contemporary Blues Male Artist                         | Buddy Guy |
| DVD                                                    | Luther Allison – Songs from the Road – Montreux Jazz Festival 2007                                                       |
| Historical Blues Album                                 | Bob Corritore & Friends (Koko, Pinetop, Nappy Brown, Willie „Big Eyes“ Smith et al.) – Delta Groove \| Harmonica Blues   |
| Blues Instrumentalist – Bass                           | Bob Stroger |
| Blues Instrumentalist – Drums                          | Cedric Burnside |
| Blues Instrumentalist – Guitar                         | Derek Trucks |
| Blues Instrumentalist – Harmonica                      | Charlie Musselwhite |
| Blues Instrumentalist – Horns                          | Eddie Shaw |
| Blues Instrumentalist – Other                          | Sonny Rhodes – Lap Steel Guitar                                                                                          |
| Instrumentalist – Piano (Pinetop Perkins Piano Player) | Dr. John |
| Blues Rock Album                                       | Kenny Wayne Shepherd Band featuring Hubert Sumlin, Willie „Big Eyes“ Smith, Bryan Lee and Buddy Flett – Live! In Chicago |
| Song of the Year                                       | Buddy Guy – Living Proof (Songwriter: Tom Hambridge/Buddy Guy)                                                           |
| Soul Blues Album                                       | Solomon Burke – Nothing’s Impossible                                                                                     |
| Soul Blues Female Artist                               | Irma Thomas |
| Soul Blues Male Artist                                 | Solomon Burke |
| Traditional Blues Album                                | Pinetop Perkins & Willie „Big Eyes“ Smith – Joined at the Hip                                                            |
| Traditional Blues Female Artist (Koko Taylor Award)    | Ruthie Foster |
| Traditional Blues Male Artist                          | Charlie Musselwhite |

## Preisträger 2012
| Kategorie                                              | Gewinner |
| ------------------------------------------------------ | --- |
| Acoustic Blues Album                                   | David Maxwell & Otis Spann – Conversations in Blue                                                                                   |
| Acoustic Blues Artist                                  | Eric Bibb |
| Album of the Year                                      | Tedeschi Trucks Band – Revelator |
| B.B King Entertainer                                   | Tab Benoit |
| Band of the Year                                       | Tedeschi Trucks Band |
| Best New Artist Debut                                  | Samantha Fish – Runaway |
| Contemporary Blues Album                               | Tab Benoit – Medicine |
| Contemporary Blues Female Artist                       | Susan Tedeschi |
| Contemporary Blues Male Artist                         | Tab Benoit |
| DVD                                                    | Ruthie Foster – Live At Antone’s |
| Historical Blues Album                                 | Howlin’ Wolf – Chess Smokestack Lightning/The Complete Chess Masters 1951-1960                                                       |
| Blues Instrumentalist – Bass                           | Biscuit Miller |
| Blues Instrumentalist – Drums                          | Chris Layton |
| Gibson Guitar Award                                    | Derek Trucks |
| Blues Instrumentalist – Harmonica                      | Charlie Musselwhite |
| Blues Instrumentalist – Horns                          | Terry Hanck |
| Blues Instrumentalist – Other                          | Sonny Rhodes – Lap Steel Guitar |
| Koko Taylor Award (Traditional Blues Female)           | Ruthie Foster |
| Pinetop Perkins Piano Player (Instrumentalist – Piano) | Marcia Ball |
| Blues Rock Album                                       | Joe Bonamassa – Dust Bowl |
| Song of the Year                                       | Johnny Sansone – The Lord is Waiting, the Devil is Too                                                                               |
| Soul Blues Album                                       | Bobby Rush – Show You A Good Time |
| Soul Blues Female Artist                               | Denise LaSalle |
| Soul Blues Male Artist                                 | Curtis Salgado |
| Traditional Blues Album                                | Billy Boy Arnold, John Primer, Billy Branch, Lurrie Bell, Carlos Johnson – Chicago Blues A Living History the (R)evolution Continues |
| Traditional Blues Male Artist                          | Charlie Musselwhite |

## Preisträger 2013
| Kategorie                                              | Gewinner                                                                |
| ------------------------------------------------------ | ----------------------------------------------------------------------- |
| Acoustic Blues Album                                   | Ann Rabson mit Bob Margolin – Not Alone                                 |
| Acoustic Blues Artist                                  | Eric Bibb                                                               |
| Album of the Year                                      | Michael Burks – Show of Strength                                        |
| B.B King Entertainer                                   | Curtis Salgado                                                          |
| Band of the Year                                       | Tedeschi Trucks Band                                                    |
| Best New Artist Debut                                  | Big LLou Johnson – They Call Me Big Llou                                |
| Contemporary Blues Album                               | Michael Burks – Show of Strength                                        |
| Contemporary Blues Female Artist                       | Janiva Magness                                                          |
| Contemporary Blues Male Artist                         | Tab Benoit                                                              |
| DVD                                                    | Muddy Waters & The Rolling Stones – Live at Checkerboard Lounge         |
| Blues Instrumentalist – Bass                           | Bob Stroger                                                             |
| Blues Instrumentalist – Drums                          | Cedric Burnside                                                         |
| Gibson Guitar Award                                    | Derek Trucks                                                            |
| Blues Instrumentalist – Harmonica                      | Rick Estrin                                                             |
| Blues Instrumentalist – Horns                          | Eddie Shaw                                                              |
| Koko Taylor Award (Traditional Blues Female)           | Ruthie Foster                                                           |
| Pinetop Perkins Piano Player (Instrumentalist – Piano) | Victor Wainwright                                                       |
| Blues Rock Album                                       | Tedeschi Trucks Band – Everybody’s Talkin’                              |
| Song of the Year                                       | Janiva Magness – I Wont Cry (Songwriter: Janiva Magness & Dave Darling) |
| Soul Blues Album                                       | Curtis Salgado – Soul Shot                                              |
| Soul Blues Female Artist                               | Irma Thomas                                                             |
| Soul Blues Male Artist                                 | Curtis Salgado                                                          |
| Traditional Blues Album                                | The Mannish Boys – Double Dynamite                                      |
| Traditional Blues Male Artist                          | Magic Slim                                                              |

## Preisträger 2014
Die Preisträger wurden am 8. Mai 2014 bei einer Gala in Memphis verkündet.
| Kategorie                                              | Gewinner |
| ------------------------------------------------------ | --- |
| Acoustic Blues Album                                   | Doug MacLeod – There’s a Time                                                                                  |
| Acoustic Blues Artist                                  | Doug MacLeod                                                                                                   |
| Album of the Year                                      | Billy Boy Arnold, Charlie Musselwhite, Mark Hummel, Sugar Ray Norcia, James Harman – Remembering Little Walter |
| B.B. King Entertainer                                  | Buddy Guy |
| Band of the Year                                       | Tedeschi Trucks Band                                                                                           |
| Best New Artist Debut                                  | Shawn Holt & the Teardrops – Daddy Told Me                                                                     |
| Contemporary Blues Album                               | Trampled Under Foot – Badlands                                                                                 |
| Contemporary Blues Female Artist                       | Susan Tedeschi                                                                                                 |
| Contemporary Blues Male Artist                         | Gary Clark Jr.                                                                                                 |
| DVD                                                    | Ruf Records – Songs from the Road (Royal Southern Brotherhood)                                                 |
| Historical Blues Album                                 | Bear Family – The Sun Blues Box                                                                                |
| Blues Instrumentalist – Bass                           | Danielle Schnebelen                                                                                            |
| Blues Instrumentalist – Drums                          | Cedric Burnside                                                                                                |
| Blues Instrumentalist – Guitar                         | Ronnie Earl |
| Blues Instrumentalist – Harmonica                      | Charlie Musselwhite                                                                                            |
| Blues Instrumentalist – Horns                          | Eddie Shaw |
| Instrumentalist – Piano (Pinetop Perkins Piano Player) | Victor Wainwright                                                                                              |
| Blues Rock Album                                       | Tedeschi Trucks Band – Made Up Mind                                                                            |
| Song of the Year                                       | Lurrie Bell – Blues in My Soul                                                                                 |
| Soul Blues Album                                       | Bobby Rush – Down in Louisiana                                                                                 |
| Soul Blues Female Artist                               | Irma Thomas |
| Soul Blues Male Artist                                 | John Németh |
| Traditional Blues Album                                | Billy Boy Arnold, Charlie Musselwhite, Mark Hummel, Sugar Ray Norcia, James Harman – Remembering Little Walter |
| Traditional Blues Female Artist (Koko Taylor Award)    | Diunna Greenleaf                                                                                               |
| Traditional Blues Male Artist                          | James Cotton                                                                                                   |

## Preisträger 2015
Die Preisträger wurden am 7. Mai 2015 bei einer Gala in Memphis verkündet.
| Kategorie                                              | Gewinner                                                                         |
| ------------------------------------------------------ | -------------------------------------------------------------------------------- |
| Acoustic Blues Album                                   | John Hammond – Timeless                                                          |
| Acoustic Blues Artist                                  | John Hammond                                                                     |
| Album of the Year                                      | Elvin Bishop – Can’t Even Do Wrong Right                                         |
| B.B. King Entertainer                                  | Bobby Rush                                                                       |
| Band of the Year                                       | Elvin Bishop Band                                                                |
| Best New Artist Debut                                  | Selwyn Birchwood – Don’t Call No Ambulance                                       |
| Contemporary Blues Album                               | Keb’ Mo’ – BLUESAmericana                                                        |
| Contemporary Blues Female Artist                       | Janiva Magness                                                                   |
| Contemporary Blues Male Artist                         | Gary Clark Jr.                                                                   |
| Historical Blues Album                                 | Soul & Swagger: The Complete “5” Royales 1951–1967 – The “5” Royales (Rock Beat) |
| Blues Instrumentalist – Bass                           | Lisa Mann                                                                        |
| Blues Instrumentalist – Drums                          | Jimmi Bott                                                                       |
| Blues Instrumentalist – Guitar                         | Joe Bonamassa                                                                    |
| Blues Instrumentalist – Harmonica                      | Charlie Musselwhite                                                              |
| Blues Instrumentalist – Horns                          | Deanna Bogart                                                                    |
| Instrumentalist – Piano (Pinetop Perkins Piano Player) | Marcia Ball                                                                      |
| Blues Rock Album                                       | Johnny Winter – Step Back                                                        |
| Song of the Year                                       | Elvin Bishop – Can’t Even Do Wrong Right                                         |
| Soul Blues Album                                       | John Németh – Memphis Grease                                                     |
| Soul Blues Female Artist                               | Sista Monica                                                                     |
| Soul Blues Male Artist                                 | Bobby Rush                                                                       |
| Traditional Blues Album                                | Mud Morganfield & Kim Wilson – For Pops (A Tribute to Muddy Waters)              |
| Traditional Blues Male Artist (Koko Taylor Award)      | Ruthie Foster                                                                    |
| Traditional Blues Male Artist                          | Lurrie Bell                                                                      |

## Preisträger 2016
| Kategorie                                    | Gewinner                                                      |
| -------------------------------------------- | ------------------------------------------------------------- |
| Acoustic Album of the Year                   | Duke Robillard – The Acoustic Blues & Roots of Duke Robillard |
| Acoustic Artist of the Year                  | Doug MacLeod                                                  |
| Album of the Year                            | Buddy Guy – Born to Play Guitar                               |
| B. B. King Entertainer of the Year           | Victor Wainwright                                             |
| Band of the Year                             | Victor Wainwright & the WildRoots                             |
| Best New Artist Debut                        | Mr. Sipp – The Mississippi Blues Child                        |
| Contemporary Blues Album of the Year         | Buddy Guy – Born to Play Guitar                               |
| Contemporary Blues Female Artist of the Year | Shemekia Copeland                                             |
| Contemporary Blues Male Artist of the Year   | Joe Louis Walker                                              |
| Historical Album of the Year                 | Slim Harpo – Buzzin’ the Blues                                |
| Instrumentalist – Bass                       | Lisa Mann                                                     |
| Instrumentalist – Drums                      | Cedric Burnside                                               |
| Instrumentalist – Guitar                     | Sonny Landreth                                                |
| Instrumentalist – Harmonica                  | Kim Wilson                                                    |
| Instrumentalist – Horn                       | Terry Hanck                                                   |
| Pinetop Perkins Piano Player                 | Allen Toussaint                                               |
| Koko Taylor Award (Traditional Blues Female) | Ruthie Foster                                                 |
| Rock Blues Album of the Year                 | Walter Trout – Battle Scars                                   |
| Song of the Year                             | Walter Trout – Gonna Live Again                               |
| Soul Blues Album of the Year                 | Billy Price und Otis Clay – This Time for Real                |
| Soul Blues Female Artist of the Year         | Bettye LaVette                                                |
| Soul Blues Male Artist of the Year           | Otis Clay                                                     |
| Traditional Blues Album of the Year          | Cedric Burnside Project – Descendants of Hill Country         |
| Traditional Blues Male Artist of the Year    | John Primer                                                   |

## Preisträger 2017
| Kategorie                                    | Gewinner                                                    |
| -------------------------------------------- | ----------------------------------------------------------- |
| Acoustic Album of the Year                   | Eric Bibb – The Happiest Man in the World                   |
| Acoustic Artist of the Year                  | Doug MacLeod                                                |
| Album of the Year                            | Bobby Rush – Porcupine Meat                                 |
| B. B. King Entertainer of the Year           | Joe Bonamassa                                               |
| Band of the Year                             | Tedeschi Trucks Band                                        |
| Best Emerging Artist Album                   | Jonn Del Toro Richardson – Tengo Blues                      |
| Contemporary Blues Album of the Year         | Kenny Neal – Bloodline                                      |
| Contemporary Blues Female Artist of the Year | Susan Tedeschi                                              |
| Contemporary Blues Male Artist of the Year   | Kenny Neal                                                  |
| Historical Album of the Year                 | Bobby Rush – Chicken Heads: A 50-Year History of Bobby Rush |
| Instrumentalist – Bass                       | Biscuit Miller                                              |
| Instrumentalist – Drums                      | Cedric Burnside                                             |
| Instrumentalist – Guitar                     | Joe Bonamassa                                               |
| Instrumentalist – Harmonica                  | Kim Wilson                                                  |
| Instrumentalist – Horn                       | Terry Hanck                                                 |
| Pinetop Perkins Piano Player                 | Victor Wainwright                                           |
| Koko Taylor Award (Traditional Blues Female) | Diunna Greenleaf                                            |
| Rock Blues Album of the Year                 | Tedeschi Trucks Band – Let Me Get By                        |
| Song of the Year                             | Curtis Salgado – Walk A Mile In My Blues                    |
| Soul Blues Album of the Year                 | Curtis Salgado – The Beautiful Lowdown                      |
| Soul Blues Female Artist of the Year         | Mavis Staples                                               |
| Soul Blues Male Artist of the Year           | Curtis Salgado                                              |
| Traditional Blues Album of the Year          | Lurrie Bell – Can’t Shake This Feeling                      |
| Traditional Blues Male Artist of the Year    | Bob Margolin                                                |

## Preisträger 2018
| Kategorie                                    | Gewinner                                                             |
| -------------------------------------------- | -------------------------------------------------------------------- |
| Acoustic Album of the Year                   | Doug MacLeod – Break the Chain                                       |
| Acoustic Artist of the Year                  | Taj Mahal                                                            |
| Album of the Year                            | Taj Mahal & Keb’ Mo’ – TajMo                                         |
| B. B. King Entertainer of the Year           | Taj Mahal                                                            |
| Band of the Year                             | Rick Estrin & The Nightcats                                          |
| Best Emerging Artist Album                   | Southern Avenue – Southern Avenue                                    |
| Contemporary Blues Album of the Year         | Taj Mahal & Keb’ Mo’ – TajMo                                         |
| Contemporary Blues Female Artist of the Year | Samantha Fish                                                        |
| Contemporary Blues Male Artist of the Year   | Keb’ Mo’                                                             |
| Historical Album of the Year                 | Luther Allison – A Legend Never Dies, Essential Recordings 1976–1997 |
| Instrumentalist – Bass                       | Michael „Mudcat“ Ward                                                |
| Instrumentalist – Drums                      | Tony Braunagel                                                       |
| Instrumentalist – Guitar                     | Ronnie Earl                                                          |
| Instrumentalist – Harmonica                  | Jason Ricci                                                          |
| Instrumentalist – Horn                       | Trombone Shorty                                                      |
| Instrumentalist – Vocals                     | Beth Hart                                                            |
| Pinetop Perkins Piano Player                 | Victor Wainwright                                                    |
| Koko Taylor Award (Traditional Blues Female) | Ruthie Foster                                                        |
| Blues Rock Album of the Year                 | Walter Trout – We’re All In This Together                            |
| Blues Rock Artist of the Year                | Mike Zito                                                            |
| Song of the Year                             | Rick Estrin – The Blues Ain’t Going Nowhere                          |
| Soul Blues Album of the Year                 | Robert Cray & Hi Rhythm – Robert Cray & Hi Rhythm                    |
| Soul Blues Female Artist of the Year         | Mavis Staples                                                        |
| Soul Blues Male Artist of the Year           | Curtis Salgado                                                       |
| Traditional Blues Album of the Year          | Monster Mike Welch und Mike Ledbetter – Right Place, Right Time      |
| Traditional Blues Male Artist of the Year    | Rick Estrin                                                          |

## Preisträger 2019
| Kategorie                                    | Gewinner                                                                        |
| -------------------------------------------- | ------------------------------------------------------------------------------- |
| Acoustic Album of the Year                   | Joe Louis Walker, Bruce Katz, Giles Robson – Journeys to the Heart of the Blues |
| Acoustic Artist of the Year                  | Rory Block                                                                      |
| Album of the Year                            | Shemekia Copeland – America’s Child                                             |
| B. B. King Entertainer of the Year           | Mike Ledbetter                                                                  |
| Band of the Year                             | Welch-Ledbetter Connection                                                      |
| Best Emerging Artist Album                   | Amanda Fish – Free                                                              |
| Contemporary Blues Album of the Year         | Shemekia Copeland – America’s Child                                             |
| Contemporary Blues Female Artist of the Year | Danielle Nicole                                                                 |
| Contemporary Blues Male Artist of the Year   | Kenny Neal                                                                      |
| Instrumentalist – Bass                       | Danielle Nicole                                                                 |
| Instrumentalist – Drums                      | Cedric Burnside                                                                 |
| Instrumentalist – Guitar                     | Monster Mike Welch                                                              |
| Instrumentalist – Harmonica                  | Dennis Gruenling                                                                |
| Instrumentalist – Horn                       | Vanessa Collier                                                                 |
| Instrumentalist – Vocals                     | Mike Ledbetter                                                                  |
| Pinetop Perkins Piano Player                 | Marcia Ball                                                                     |
| Koko Taylor Award (Traditional Blues Female) | Ruthie Foster                                                                   |
| Blues Rock Album of the Year                 | Billy F Gibbons – The Big Bad Blues                                             |
| Blues Rock Artist of the Year                | Eric Gales                                                                      |
| Song of the Year                             | Ben Harper und Charlie Musselwhite – No Mercy In This Land                      |
| Soul Blues Album of the Year                 | Johnny Rawls – I’m Still Around                                                 |
| Soul Blues Female Artist of the Year         | Annika Chambers                                                                 |
| Soul Blues Male Artist of the Year           | Sugaray Rayford                                                                 |
| Traditional Blues Album of the Year          | Buddy Guy – The Blues Is Alive and Well                                         |
| Traditional Blues Male Artist of the Year    | Nick Moss                                                                       |

## Preisträger 2020
| Kategorie                                    | Gewinner                                                   |
| -------------------------------------------- | ---------------------------------------------------------- |
| Acoustic Album of the Year                   | Bob Margolin – This Guitar and Tonight                     |
| Acoustic Artist of the Year                  | Doug MacLeod                                               |
| Album of the Year                            | Christone „Kingfish“ Ingram – Kingfish                     |
| B. B. King Entertainer of the Year           | Sugaray Rayford                                            |
| Band of the Year                             | The Nick Moss Band featuring Dennis Gruenling              |
| Best Emerging Artist Album                   | Christone „Kingfish“ Ingram – Kingfish                     |
| Contemporary Blues Album of the Year         | Christone „Kingfish“ Ingram – Kingfish                     |
| Contemporary Blues Female Artist of the Year | Shemekia Copeland                                          |
| Contemporary Blues Male Artist of the Year   | Christone „Kingfish“ Ingram                                |
| Instrumentalist – Bass                       | Michael „Mudcat“ Ward                                      |
| Instrumentalist – Drums                      | Cedric Burnside                                            |
| Instrumentalist – Guitar                     | Christone „Kingfish“ Ingram                                |
| Instrumentalist – Harmonica                  | Rick Estrin                                                |
| Instrumentalist – Horn                       | Vanessa Collier                                            |
| Instrumentalist – Vocals                     | Mavis Staples                                              |
| Pinetop Perkins Piano Player                 | Victor Wainwright                                          |
| Koko Taylor Award (Traditional Blues Female) | Sue Foley                                                  |
| Blues Rock Album of the Year                 | Albert Castiglia – Masterpiece                             |
| Blues Rock Artist of the Year                | Eric Gales                                                 |
| Song of the Year                             | Nick Moss – Lucky Guy                                      |
| Soul Blues Album of the Year                 | Bobby Rush – Sitting on Top of the Blues                   |
| Soul Blues Female Artist of the Year         | Bettye LaVette                                             |
| Soul Blues Male Artist of the Year           | Sugaray Rayford                                            |
| Traditional Blues Album of the Year          | The Nick Moss Band featuring Dennis Gruenling – Lucky Guy! |
| Traditional Blues Male Artist of the Year    | Jimmie Vaughan                                             |

## Preisträger 2021
| Kategorie                                    | Gewinner                                                                                  |
| -------------------------------------------- | ----------------------------------------------------------------------------------------- |
| Acoustic Album of the Year                   | Bobby Rush – Rawer Than Raw                                                               |
| Acoustic Artist of the Year                  | Keb’ Mo’                                                                                  |
| Album of the Year                            | Elvin Bishop und Charlie Musselwhite – 100 Years of Blues                                 |
| B. B. King Entertainer of the Year           | Shemekia Copeland                                                                         |
| Band of the Year                             | Rick Estrin & The Nightcats                                                               |
| Best Emerging Artist Album                   | King Solomon Hicks – Harlem                                                               |
| Contemporary Blues Album of the Year         | Shemekia Copeland – Uncivil War                                                           |
| Contemporary Blues Female Artist of the Year | Shemekia Copeland                                                                         |
| Contemporary Blues Male Artist of the Year   | Christone „Kingfish“ Ingram                                                               |
| Instrumentalist – Bass                       | Danielle Nicole                                                                           |
| Instrumentalist – Drums                      | Kenny „Beedy Eyes“ Smith                                                                  |
| Instrumentalist – Guitar                     | Christone „Kingfish“ Ingram                                                               |
| Instrumentalist – Harmonica                  | Kim Wilson                                                                                |
| Instrumentalist – Horn                       | Jimmy Carpenter                                                                           |
| Instrumentalist – Vocals                     | Ruthie Foster                                                                             |
| Pinetop Perkins Piano Player                 | Anthony Geraci                                                                            |
| Koko Taylor Award (Traditional Blues Female) | Rory Block                                                                                |
| Blues Rock Album of the Year                 | Mike Zito – Mike Zito and Friends – Rock 'n' Roll: A Tribute to Chuck Berry               |
| Blues Rock Artist of the Year                | Mike Zito                                                                                 |
| Song of the Year                             | Walter Trout – All Out of Tears – Songwriter: Walter Trout, Marie Trout, und Teeny Tucker |
| Soul Blues Album of the Year                 | Robert Cray Band – That’s What I Heard                                                    |
| Soul Blues Female Artist of the Year         | Bettye LaVette                                                                            |
| Soul Blues Male Artist of the Year           | Curtis Salgado                                                                            |
| Traditional Blues Album of the Year          | Elvin Bishop und Charlie Musselwhite – 100 Years of Blues                                 |
| Traditional Blues Male Artist of the Year    | John Primer                                                                               |

## Preisträger 2022
| Kategorie                                    | Gewinner                                                                                     |
| -------------------------------------------- | -------------------------------------------------------------------------------------------- |
| Acoustic Album of the Year                   | Eric Bibb – Dear America                                                                     |
| Acoustic Artist of the Year                  | Keb’ Mo’                                                                                     |
| Album of the Year                            | Tommy Castro – Tommy Castro Presents A Bluesman Came To Town                                 |
| B. B. King Entertainer of the Year           | Tommy Castro                                                                                 |
| Band of the Year                             | Tommy Castro & The Painkillers                                                               |
| Best Emerging Artist Album                   | Rodd Bland and the Members Only Band – Live On Beale Street: A Tribute To Bobby „Blue“ Bland |
| Contemporary Blues Album of the Year         | Christone „Kingfish“ Ingram – 662                                                            |
| Contemporary Blues Female Artist of the Year | Vanessa Collier                                                                              |
| Contemporary Blues Male Artist of the Year   | Christone „Kingfish“ Ingram                                                                  |
| Instrumentalist – Bass                       | Danielle Nicole                                                                              |
| Instrumentalist – Drums                      | Tom Hambridge                                                                                |
| Instrumentalist – Guitar                     | Eric Gales                                                                                   |
| Instrumentalist – Harmonica                  | Jason Ricci                                                                                  |
| Instrumentalist – Horn                       | Jimmy Carpenter                                                                              |
| Instrumentalist – Vocals                     | John Németh                                                                                  |
| Pinetop Perkins Piano Player                 | Mike Finnigan                                                                                |
| Koko Taylor Award (Traditional Blues Female) | Sue Foley                                                                                    |
| Blues Rock Album of the Year                 | Mike Zito – Resurrection                                                                     |
| Blues Rock Artist of the Year                | Albert Castiglia                                                                             |
| Song of the Year                             | Selwyn Birchwood – I’d Climb Mountains                                                       |
| Soul Blues Album of the Year                 | Zac Harmon – Long As I Got My Guitar                                                         |
| Soul Blues Female Artist of the Year         | Annika Chambers                                                                              |
| Soul Blues Male Artist of the Year           | Curtis Salgado                                                                               |
| Traditional Blues Album of the Year          | Sue Foley – Pinky's Blues                                                                    |
| Traditional Blues Male Artist of the Year    | Taj Mahal                                                                                    |

## Preisträger 2023
| Kategorie                                    | Gewinner                                                |
| -------------------------------------------- | ------------------------------------------------------- |
| Acoustic Album of the Year                   | Charlie Musselwhite – Mississippi Son                   |
| Acoustic Artist of the Year                  | Doug MacLeod                                            |
| Album of the Year                            | Buddy Guy – The Blues Don’t Lie                         |
| B. B. King Entertainer of the Year           | Tommy Castro                                            |
| Band of the Year                             | Tedeschi Trucks Band                                    |
| Best Emerging Artist Album                   | Dylan Triplett – Who Is He?                             |
| Contemporary Blues Album of the Year         | Buddy Guy – The Blues Don’t Lie                         |
| Contemporary Blues Female Artist of the Year | Ruthie Foster                                           |
| Contemporary Blues Male Artist of the Year   | Christone „Kingfish“ Ingram                             |
| Instrumentalist – Bass                       | Danielle Nicole                                         |
| Instrumentalist – Drums                      | Kenny „Beedy Eyes“ Smith                                |
| Instrumentalist – Guitar                     | Laura Chavez                                            |
| Instrumentalist – Harmonica                  | John Németh                                             |
| Instrumentalist – Horn                       | Deanna Bogart                                           |
| Instrumentalist – Vocals                     | Shemekia Copeland                                       |
| Pinetop Perkins Piano Player                 | Anthony Geraci                                          |
| Koko Taylor Award (Traditional Blues Female) | Sue Foley                                               |
| Blues Rock Album of the Year                 | Albert Castiglia – I Got Love                           |
| Blues Rock Artist of the Year                | Albert Castiglia                                        |
| Song of the Year                             | Buddy Guy – Blues Don't Lie (Songwriter: Tom Hambridge) |
| Soul Blues Album of the Year                 | Sugaray Rayford – In Too Deep                           |
| Soul Blues Female Artist of the Year         | Thornetta Davis                                         |
| Soul Blues Male Artist of the Year           | Curtis Salgado                                          |
| Traditional Blues Album of the Year          | John Németh – May Be the Last Time                      |
| Traditional Blues Male Artist of the Year    | John Primer                                             |

## Preisträger 2024
| Kategorie                                    | Gewinner                                                                         |
| -------------------------------------------- | -------------------------------------------------------------------------------- |
| Acoustic Album of the Year                   | Doug MacLeod – Raw Blues 1                                                       |
| Acoustic Artist of the Year                  | Keb’ Mo’                                                                         |
| Album of the Year                            | Christone „Kingfish“ Ingram – Live in London                                     |
| B. B. King Entertainer of the Year           | Bobby Rush                                                                       |
| Band of the Year                             | Nick Moss Band                                                                   |
| Best Emerging Artist Album                   | D. K. Harrell – The Right Man                                                    |
| Contemporary Blues Album of the Year         | Christone „Kingfish“ Ingram – Live in London                                     |
| Contemporary Blues Female Artist of the Year | Danielle Nicole                                                                  |
| Contemporary Blues Male Artist of the Year   | Christone „Kingfish“ Ingram                                                      |
| Instrumentalist – Bass                       | Bob Stroger                                                                      |
| Instrumentalist – Drums                      | Kenny „Beedy Eyes“ Smith                                                         |
| Instrumentalist – Guitar                     | Christone „Kingfish“ Ingram                                                      |
| Instrumentalist – Harmonica                  | Jason Ricci                                                                      |
| Instrumentalist – Horn                       | Vanessa Collier                                                                  |
| Instrumentalist – Vocals                     | Ruthie Foster                                                                    |
| Pinetop Perkins Piano Player                 | Kenny „Blues Boss“ Wayne                                                         |
| Koko Taylor Award (Traditional Blues Female) | Sue Foley                                                                        |
| Blues Rock Album of the Year                 | Mike Zito and Albert Castiglia – Blood Brothers                                  |
| Blues Rock Artist of the Year                | Mike Zito                                                                        |
| Song of the Year                             | Ruthie Foster, Hadden Sayers and Scottie Miller (Songwriter) – What Kind of Fool |
| Soul Blues Album of the Year                 | Bobby Rush – All My Love for You                                                 |
| Soul Blues Female Artist of the Year         | Annika Chambers                                                                  |
| Soul Blues Male Artist of the Year           | John Németh                                                                      |
| Traditional Blues Album of the Year          | John Primer – Teardrops for Magic Slim: Live at Rosa’s Lounge                    |
| Traditional Blues Male Artist of the Year    | John Primer                                                                      |

## Preisträger 2025
| Kategorie                               | Gewinner                                         |
| --------------------------------------- | ------------------------------------------------ |
| Accoustic Blues Album                   | Sue Foley – One Guitar Woman                     |
| Acoustic Blues Artist                   | Keb’ Mo’                                         |
| Album of the Year                       | Shemekia Copeland – Blame It On Eve              |
| B. B. King Entertainer of the Year      | Mr. Sipp (Castro Coleman)                        |
| Band of the Year                        | Rick Estrin and The Nightcats                    |
| Best Emerging Artist Album              | Piper & The Hard Times – Revelation              |
| Contemporary Blues Album                | Ronnie Baker Brooks – Blues in My DNA            |
| Contemporary Blues Female Artist        | Ruthie Foster                                    |
| Contemporary Blues Male Artist          | Ronnie Baker Brooks                              |
| Instrumentalist – Bass                  | Bob Stroger                                      |
| Instrumentalist – Drums                 | Kenny „Beedy Eyes“ Smith                         |
| Instrumentalist – Guitar                | Christone „Kingfish“ Ingram                      |
| Instrumentalist – Harmonica             | Billy Branch                                     |
| Instrumentalist – Horn                  | Vanessa Collier                                  |
| Instrumentalist – Vocals                | Ruthie Foster                                    |
| Instrumentalist Piano (Pinetop Perkins) | Eden Brent                                       |
| Blues Rock Album                        | Mike Zito – Life is Hard                         |
| Blues Rock Artist                       | Tommy Castro                                     |
| Song of the Year                        | Ronnie Baker Brooks – Blues in My DNA            |
| Soul Blues Album                        | Curtis Salgado – Fine By Me                      |
| Soul Blues Female Artist                | Thornetta Davis                                  |
| Soul Blues Male Artist                  | Curtis Salgado                                   |
| Traditional Blues Album                 | John Primer & Bob Corritore – Crawlin’ Kingsnake |
| Traditional Blues Male Artist           | John Primer                                      |
| Traditional Blues Female Artist         | Sue Foley                                        |

(Quelle: )